# Sykstus Parmeński
Książę Sykstus Burbon-Parmeński, wł. Sisto Fernando Maria Ignazio Alfredo Roberto di Borbone (ur. 1 sierpnia 1886 w Wartegg, zm. 14 marca 1934 w Paryżu) – książę z dynastii Burbonów-Parmeńskich, belgijski oficer podczas I wojny światowej i centralna postać tzw. Sprawy Sykstusa.

## Rodzina

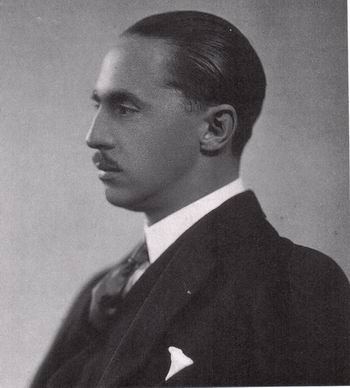
Sykstus Parmeński

Książę Sykstus był synem ostatniego księcia Parmy – Roberta I (1848–1907) i jego drugiej żony infantki Marii Antoniny Portugalskiej (1862–1959), córki króla Portugalii – Michała I Uzurpatora.
Jego ojciec zmarł w 1907, a pretendentami do książęcego tronu Parmy zostali kolejno dwaj przyrodni bracia księcia Sykstusa: Henryk I i Józef I (z pierwszego małżeństwa ich ojca), którzy jednak byli opóźnieni umysłowo. Ich opiekunem został ich młodszy brat – Eliasz, który po ich bezdzietnej śmierci sam został pretendentem. Książę Sykstus i jego brat książę Ksawery domagali się podzielenia między nich rodzinnej fortuny, ale przegrali sprawę we francuskim sądzie.
14 marca 1919 książę Sykstus poślubił w Paryżu księżniczkę Jadwigę (Hedwig) de la Rochefoucauld (1896–1986), córkę księcia Armanda von Doudeauville i jego żony – Ludwiki Radziwiłłówny. Para miała jedną córkę:
- księżniczkę Isabellę Marię Antoninę Ludwikę Jadwigę (14 marca 1922 – 26 lutego 2015), od 1943 żonę hrabiego Rogera Aleksandra Luciena de la Rochefoucauld (1915–1970, zamordowanego), syna hrabiego Pierre’a Paula (1887–1970) i jego żony Henrietty Marguerite Marii de la Roche (1892–1980).

## I wojna światowa isprawa Sykstusa
Podczas I wojny światowej książę Sykstus i jego brat książę Ksawery zaciągnęli się do armii belgijskiej. Kilku ich starszych przyrodnich braci służyło za to w armii austriackiej. Rodzona siostra księcia Sykstusa – Zyta była małżonką ostatniego cesarza Austrii (od dnia 21 listopada 1916) Karola I Habsburga.
W 1917 szwagier księcia Sykstusa – cesarz Karol I w tajemnicy rozpoczął negocjacje pokojowe z Francją, a Sykstus był pośrednikiem. Sojusznik Austrii – Niemcy, nic nie wiedział o tych negocjacjach. W kwietniu 1918 cała sprawa wyszła na jaw, a Karol I zaprzeczył i zaprzeczał aż do momentu, kiedy premier Francji – Georges Clemenceau opublikował listy podpisane przez Karola I. Sprawa ta pociągnęła za sobą osłabienie pozycji Austrii i jeszcze większe podporządkowanie Austrii jej sojusznikowi – Niemcom. Sprawa ta została nazwana Sprawą Sykstusa (ang. Sixtus Affair).